# Genocídio turcomano iraquiano
O Genocídio Turcomano Iraquiano refere-se a uma série de assassinatos, estupros, execuções, expulsões e escravidão sexual de turcomanos iraquianos pelo Estado Islâmico. Tudo começou quando o ISIS capturou terras turcomanas iraquianas em 2014 e continuou até que o ISIS perdeu todas as suas terras no Iraque. Em 2017, a perseguição do ISIS aos turcomanos iraquianos foi oficialmente reconhecida como um genocídio pelo Parlamento do Iraque, e em 2018, a escravidão sexual de meninas e mulheres turcomanas iraquianas foi reconhecida pelas Nações Unidas.

## Antecedentes

### Turcomanos Iraquianos
Os turcomanos iraquianos são o terceiro maior grupo étnico do Iraque. Eles são descendentes de turcos e vivem na região histórica de Turkmeneli, cercados por árabes ao sul e por curdos ao norte.:313 Eles são divididos quase igualmente entre sunitas e xiitas, com uma pequena minoria católica. Havia também sectarismo entre os turcomanos sunitas e xiitas, que muitas vezes se transformava em confrontos armados. Durante o genocídio do Estado Islâmico, os turcomenos iraquianos foram alvos, independentemente da religião. Eles já foram alvo de massacres como o massacre de Altun Kupri, o massacre de Gavurbağı, o massacre de Kirkuk em 1959, o massacre de Kirkuk em 1924, e o Operação Anfal.

### Preparação
Durante a ofensiva do norte do Iraque em junho de 2014, o ISIS capturou muitas terras que são de maioria turcomana ou que têm populações turcomanas significativas, como Mossul, Tal Afar, Tikrit e partes das províncias de Kirkuk e Diyala.

## Genocídio
Em Junho de 2014, quando o exército do ISIS capturou Talafar pela primeira vez, raptou 1.300 turcomanos iraquianos, cerca de 700 homens, 470 mulheres e 130 crianças. A ITF afirmou que apenas 42 dos 1.300 retornaram, e o restante nunca mais foi visto. 300 turcomanos foram massacrados então. As casas turcomanas foram incendiadas, o seu gado foi roubado e muitos foram forçados a fugir. Em Setembro de 2014, pelo menos 350 mil turcomenos, a maioria de Tal Afar, ficaram deslocados. Eles corriam o risco de morrer de fome. Desde os ataques, cerca de 90 por cento dos turcomanos de Talafar fugiram, segundo residentes e activistas locais. Mehdi al-Beyati, ex-ministro iraquiano dos Direitos Humanos e porta-voz da Turkmen Rescue Foundation, afirmou que o número de refugiados turcomanos aumentou para 600.000 em fevereiro de 2017. Mehdi al-Beyati também afirmou que todas as infraestruturas da região do Turcomen foram gravemente danificadas pelo ISIS. Em Setembro de 2014, o Escritório do Alto-comissário das Nações Unidas para os Direitos Humanos alertou para os crimes que o Estado Islâmico estava a cometer contra os turcomenos, e a Amnesty International apresentou provas que mostram que o Estado Islâmico cometeu actos de limpeza étnica contra os turcomenos.
Muitos militantes do Estado Islâmico eram ex-soldados do exército iraquiano sob o comando de Saddam Hussein, que tinha uma história massacrando e perseguindo os turcomanos iraquianos.
Em 9 de junho, 15 prisioneiros turcomanos de Talafar foram mortos pelo ISIL em Mosul. Após o bombardeamento de uma mesquita xiita na mesma cidade, muitas pessoas fugiram da cidade e nove refugiados foram mortos. 65 crianças das comunidades iazidi e turcomana foram deixadas num orfanato em Mossul, traumatizadas por terem testemunhado o assassinato dos seus pais. Algumas dessas crianças foram abusadas sexualmente.
Durante a queda de Mosul em junho de 2014, o Estado Islâmico atacou o consulado turco de Mosul e sequestrou 49 diplomatas. Ahmet Davutoğlu afirmou que "ninguém deveria tentar testar os limites da força da Turquia", embora o Estado Islâmico tenha ignorado o aviso e tenha atacado os turcomenos em Tal Afar em 10 de junho, depois de capturar Mosul. A Turquia não respondeu aos ataques, o que fez com que políticos seculares e nacionalistas criticassem fortemente Recep Tayyip Erdoğan e Ahmet Davutoğlu. O governo turco foi culpado por permitir a situação dos turcomanos iraquianos.
Em 16 de junho de 2014, o ISIS massacrou pelo menos 40 turcomanos de 4 locais diferentes (Chardaghli, Karanaz, Beshir, Biravchi), todos perto da cidade de Kirkuk. O ISIS também foi novamente acusado de ter como alvo os turcomenos devido à sua etnia. Um dia depois, outros 52 turcomanos foram mortos em Beshir e, segundo os moradores locais, o massacre foi novamente motivado por motivos étnicos. O mesmo local sofreu novamente uma vez em 18 de junho e entre 20 e 21 de junho, matando cinco e depois 17 civis. Segundo uma testemunha de Beshir, 700 turcomenos foram massacrados na cidade. Em junho de 2014, o ISIL raptou 26 turcomanos xiitas da aldeia de Al-Shamsiyat. Durante o mesmo mês, os turcomenos xiitas fugiram de Al-Kibba e Shraikhan após ameaças do ISIL. Muitos residentes turcomanos das aldeias Talafar, Bashir, Biravchi e Karanaz também fugiram depois de receberem mais cartas dos jihadistas.
Em 18 de junho, durante os confrontos entre o ISIL e as forças terrestres iraquianas entre as cidades de Amirli e Tuz, pelo menos 20 civis turcomanos foram mortos. Durante o cerco de Amirli, 150 pessoas perderam a vida devido às duras condições, incluindo 50 crianças e 10 recém-nascidos. Após a queda de Amirli em 2014, o fornecimento de eletricidade, alimentos e água à cidade foi cortado. Dezenas de pessoas perderam a vida, incluindo mulheres grávidas, antes da entrega de ajuda humanitária. Casas e escolas, bem como mesquitas em Karanaz, Chardaghli e Biravchi foram incendiadas.
Em 23 de junho, o ISIS raptou pelo menos 75 turcomanos nas áreas de Guba, Shrikhan e Talafar. Apenas 2 corpos foram encontrados, num vale ao norte de Guba. Eles provavelmente foram executados. 950 famílias turcomanas fugiram das áreas depois que o ISIS exigiu que saíssem. Nas mesmas aldeias, três locais de culto xiitas foram dinamitados e 25 pessoas morreram durante os ataques. Em 7 de agosto, 100 homens turcomanos foram executados em Sinjar.
Estima-se que um total de 600 mulheres turcomanas foram capturadas e usadas como escravas sexuais pelo ISIS. Cerca de 400-500 deles foram enviados para prisões improvisadas do ISIS na Síria. Em Fevereiro de 2018, um grupo de mulheres protestou à porta de um Gabinete de Direitos Humanos da ONU em Kirkuk. Eles seguravam cartazes e exigiam que o governo iraquiano fizesse algo para recuperar cerca de 450 mulheres turcomanas desaparecidas, embora o protesto tenha sido ignorado. Hasan Turan, líder da ITF, temia que, se as mulheres turcomanas retornassem, provavelmente se tornariam vítimas de crimes de honra cometidos por suas famílias. Ele afirmou que "Muitas meninas não voltarão, e só posso esperar que suas famílias ainda as aceitem se voltarem. Elas são as vítimas". Mais tarde, em 2018, a ONU finalmente reconheceu a escravidão sexual das mulheres turcomanas. Uma mulher turcomena não identificada, da pequena cidade de al-Alam, perto de Tikrit, que sobreviveu ao ISIS, disse à BBC Turca que o ISIS separou as meninas solteiras das mulheres casadas e começou a estuprar as meninas solteiras na frente de todos. O ISIS também estuprou a professora de língua turcomana da cidade, a ponto de ela morrer. Muitos turcomanos iraquianos e organizações de direitos humanos afirmaram que o genocídio do Estado Islâmico contra os turcomanos iraquianos foi alimentado pelo antiturquismo.
As crianças também foram vítimas de sequestro, geralmente por motivos de formação. Em Nínive, no dia 13 de Março, 25 crianças turcomanas entre os 10 e os 17 anos foram raptadas do orfanato Bara'am e enviadas para campos de treino infantil em Talafar.
Em Março, uma vala comum pertencente a 16 turcomanos foi encontrada em Bashir, perto de Kirkuk. Novamente em março, o ISIL executou nove viúvas turcomanas em Qara Quyan, Nínive, cujos maridos foram mortos por jihadistas. A razão da sua execução foi a recusa em casar com combatentes do ISIS. Na aldeia de Biravcili, o ISIL sequestrou dois turcomanos depois de matar 23 residentes da aldeia. Em Guba e Shrikhan, 60 rapazes e homens turcomanos foram raptados. No mesmo mês, um jovem turcomano chamado Erhan Camci foi raptado da sua casa em Kirkuk.
Em abril de 2015, um deputado turcomeno iraquiano revelou que mais de 400 turcomanos iraquianos, principalmente mulheres e crianças, haviam sido sequestrados pelo EI nos últimos meses. Em fevereiro de 2016, outro político confirmou que eram 416 indivíduos, a maioria dos quais nunca mais foi vista e acreditava-se ter sido estuprada e morta.
Durante agosto de 2015, em Mossul, o ISIS executou publicamente 700 turcomanos iraquianos, acusando-os de apostasia.
Um único carro-bomba do ISIS em 2015 na província de Saladino ceifou a vida de 40 turcomanos. A ITF afirmou que os ataques do ISIS aos turcomenos iraquianos foram uma campanha estratégica de limpeza étnica. 540 civis turcomanos de Tal Afar desapareceram, incluindo 125 mulheres, novamente nas mãos do ISIS, e apenas 22 deles foram encontrados novamente.
3.000 turcomanos fugiram da cidade de Amerli no verão de 2015. No final de 2015, 1.500 famílias turcomanas (7.500 indivíduos) encontraram refúgio em Karbala.
Taza Khurmatu foi atacado com armas químicas em 8 de março, matando três pessoas e ferindo 1.500. 25.000 fugiram da cidade. No mesmo ano, a aldeia de Beshir também foi atacada com armas químicas. 90% de Beshir foi destruído durante a sua retomada em 2016, incluindo 250 casas. Na aldeia turquemena de Bashir, nove mulheres foram raptadas, violadas e penduradas em postes de iluminação em público. Na mesma aldeia, uma menina de 12 anos foi violada em grupo e pendurada num poste de electricidade. Quando os residentes turcomanos tentaram trazer o corpo dela, 15 homens foram mortos por tiros de franco-atiradores do ISIS. Casos de estupro também foram registrados após a queda de Tuz Khurmatu, em junho.
Em Janeiro, uma vala comum em Rashidiya, perto de Mossul, foi encontrada pelas Forças Armadas Iraquianas. O túmulo pertencia a 27 homens e meninos turcomanos massacrados. Seus corpos apresentavam vestígios de tortura. Em 2017, o número de mulheres, meninas e crianças turcomanas desaparecidas aumentou para 1.200. Em 2018, mais 100 desapareceram.

## Destruição de patrimônio
O ISIL é responsável pela destruição de artefatos históricos que foram importantes para os turcomanos iraquianos. Muitas mesquitas centenárias, sejam sunitas ou xiitas, bem como bibliotecas foram destruídas. A biblioteca mais antiga de Tal Afar explodiu, enquanto outra biblioteca com mais de 1.500 livros históricos em Diyala foi destruída. Entre os artefatos destruídos estavam o Mausoléu de Yahya Abu al-Qasim (construído em 1293 pelos Zengids, destruído em 2014), o Mausoléu do Imam Awn Al-Din (construído em 1248 pelos Zengids, destruído em 2014), o Santuário de Qadib Al-Ban Mosuli (construída pelos Atabegs de Mosul, destruída em 2014), a Mesquita Al-Imam Muhsin (construída pelos Seljúcidas, severamente danificada em 2015), a Grande Mesquita de al-Nuri (construída em 1172 pelos Zengids, destruída em 2017), a Mesquita Imam al-Baher (construída em 1259, destruída em 2014) e a Mesquita do Paxá (construída em 1881 pelos otomanos, destruída).